# Rivière à la Lime
La rivière à la Lime est située dans la municipalité de Sainte-Geneviève-de-Batiscan, dans la municipalité régionale de comté Les Chenaux, dans la région administrative de la Mauricie, dans la province de Québec, Canada. La rivière à la Lime draine un bassin versant de 25,86 km2. Cette rivière qui se déverse dans la rivière Batiscan, a une longueur de 12,14 km.

## Géographie
Prenant sa source dans la moraine de Saint-Narcisse, cette rivière de la Batiscanie coule vers l'est en zone agricole (traversant parfois de petites zones forestières), dans la plaine au pied de la grande moraine (ligne montagneuse s'étendant en parallèle au fleuve Saint-Laurent, dans le sens est-ouest).
Cette rivière recueille les eaux du ruisseau Bradley (à 3,6 km de son embouchure) lequel provient de Saint-Luc-de-Vincennes. Dans son parcours, la rivière traverse la route 361 du "rang de la rivière à la Lime". La rivière à la Lime se déverse dans la rivière Batiscan, vis-à-vis la Grande pointe, en amont du village de Sainte-Geneviève-de-Batiscan. L'embouchure de la rivière à la Lime est située à 6,2 km en aval de l'embouchure de la rivière des Chutes (rivière Batiscan) et à 9,2 km de l'embouchure de la rivière des Envies. Le journal des Trois-Rivières indique le 15 mars 1875, que près de la rivière à la Lime, on retrouve des gisements importants de minerai de fer limoneux.
Le bassin drainé par la rivière à la Lime a été la troisième aire de colonisation de la Seigneurie de Batiscan, au XVIIIe siècle, soit après la colonisation des abords du fleuve Saint-Laurent et de la rivière Batiscan. L’agriculture est la principale activité du bassin versant. Les résidences du bassin sont surtout situées au Troisième Rang, la Grande-Ligne et le rang de la Rivière-à-la-Lime.

## Toponymie
Trois thèses expliquent l'origine du toponyme rivière à la Lime :
- analogie entre la sinuosité de la rivière et les dents d'une scie ou d'une lime[5] ;
- le caractère limoneux de la rivière (parfois boueux, tourbeux, argileux ou alluviaux)[6] ;
- le terme anglais lime se traduisant en français par chaux, laquelle constitue une matière sèche alcaline ou fortement basique, facilement poudreuse et hydrophile, de couleur blanche ou blanchâtre. La chaux est obtenue par calcination du calcaire, fabriqué autrefois artisanalement dans un four à chaux, puis industriellement dans divers fours modernes. La chaux est utilisée depuis l'Antiquité, notamment dans la construction et pour les assises et fondations des voies et bâtiments. La chaux a été longuement utilisée pour blanchir l'extérieur et l'intérieur des bâtiments de ferme. Le terme anglais limestone" signifie calcaire en français[7].

Le toponyme rivière à la Lime a été officialisé le 5 décembre 1968 à la Banque des noms de lieux de la Commission de toponymie du Québec. Tandis que le "rang de la Rivière-à-la-Lime" a été officialisé le 9 avril 1979 auprès de la Commission. Le toponyme du rang tire son origine de la rivière du même nom.

## Histoire
- J.B. Baril a construit au début du XIXe siècle un moulin à scie sur la rivière à la Lime sur le lot 582, sur commande de Joseph Drapeau. Puis J.B. Baril l'aurait exploité. En 1873, Antoine Désaulniers devient propriétaire du moulin et le revend en 1884, alors que les activités du moulin avaient déjà cessé[10]. Le cordonnier, conteur et chanteur, Théophile Bronsard y logea dans la dernière décennie du XIXe siècle[11].
- Situées à la rivière à la Lime, les forges de Sainte-Geneviève ont été en exploitation de 1794 à 1813[12].
- Les pionniers du territoire actuel de Saint-Narcisse venant de Sainte-Geneviève-de-Batiscan empruntaient le chemin de la rivière à la Lime, puis des sentiers forestiers, pour se rendre sur leur lot respectif situé au nord-ouest en haut de la moraine. De là, ils pouvaient atteindre à pied par des sentiers forestiers le secteur désigné « Rivière-des-Envies », aujourd'hui Saint-Stanislas. Par la rive ouest, ils contournaient ainsi les obstacles naturels des grandes chutes de la rivière Batiscan (entre les chutes à Jimmy et de la cheminée)[13].

## Photos

Rivière-à-la-Lime, Sainte-Geneviève-de-Batiscan
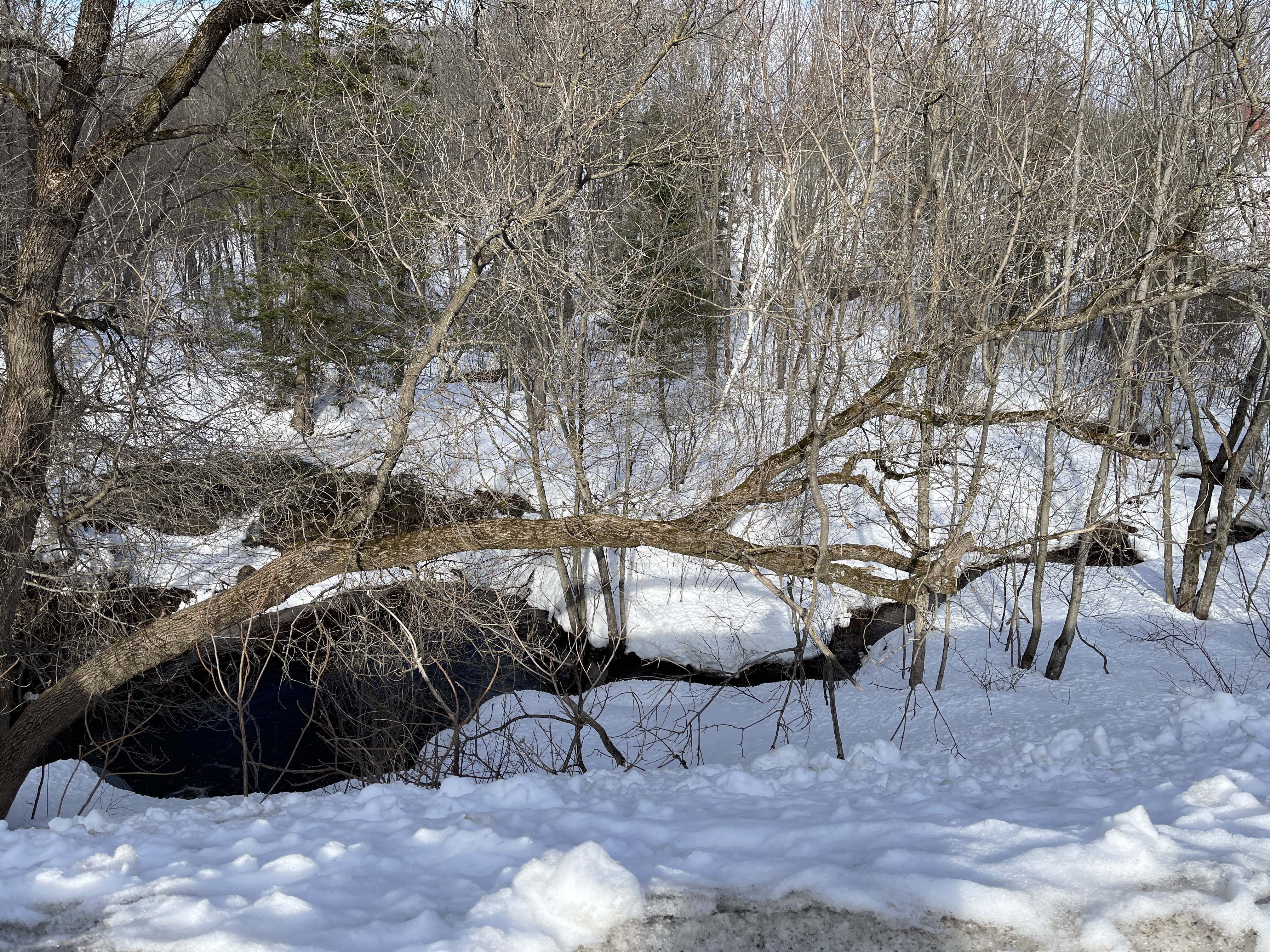
Rang de la Rivière-à-la-Lime (route 361)
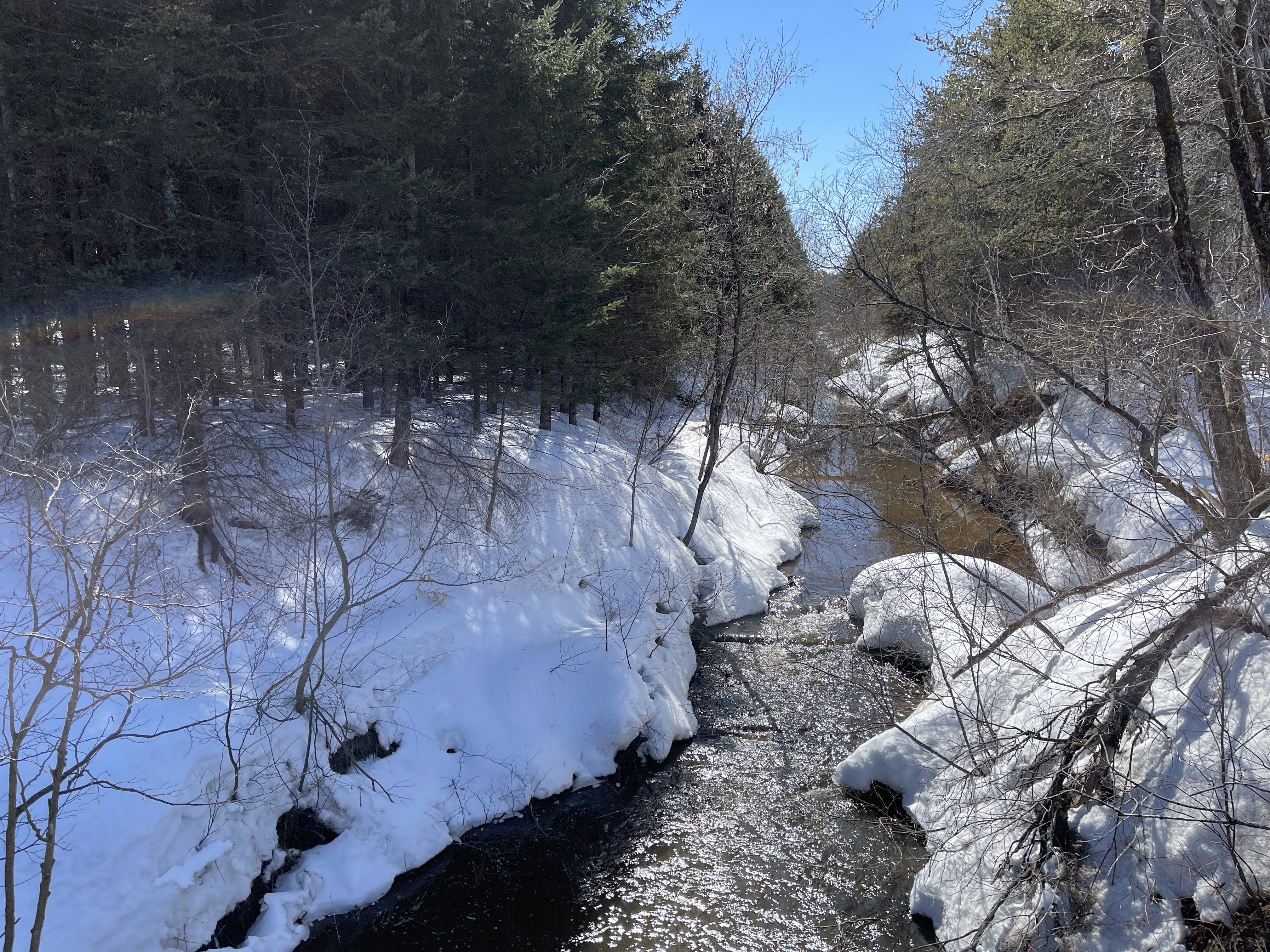
Du pont P-08968[14], rang de la Rivière-à-la-Lime (route 361)
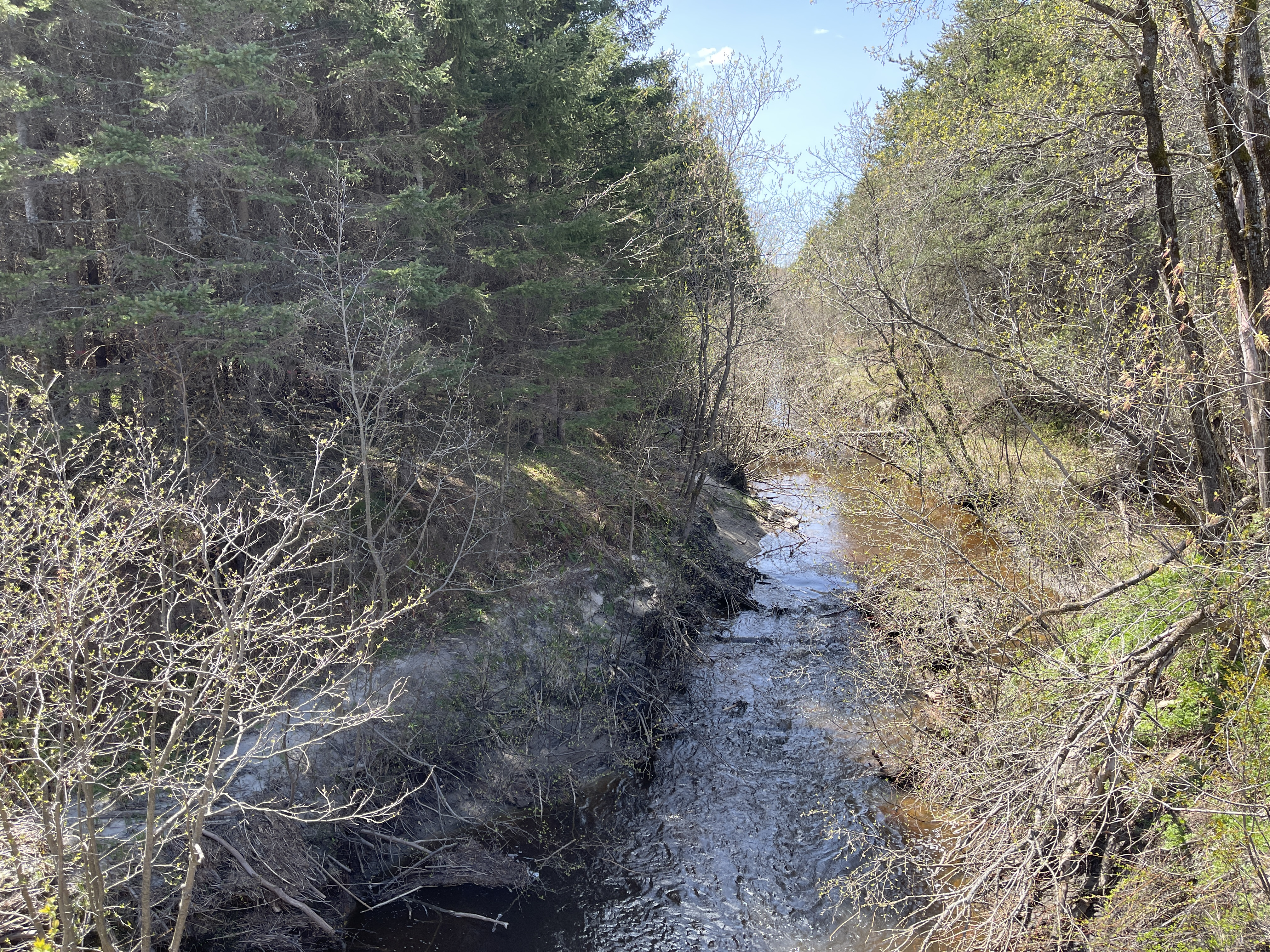
Du pont P-08968, rang de la Rivière-à-la-Lime (route 361)
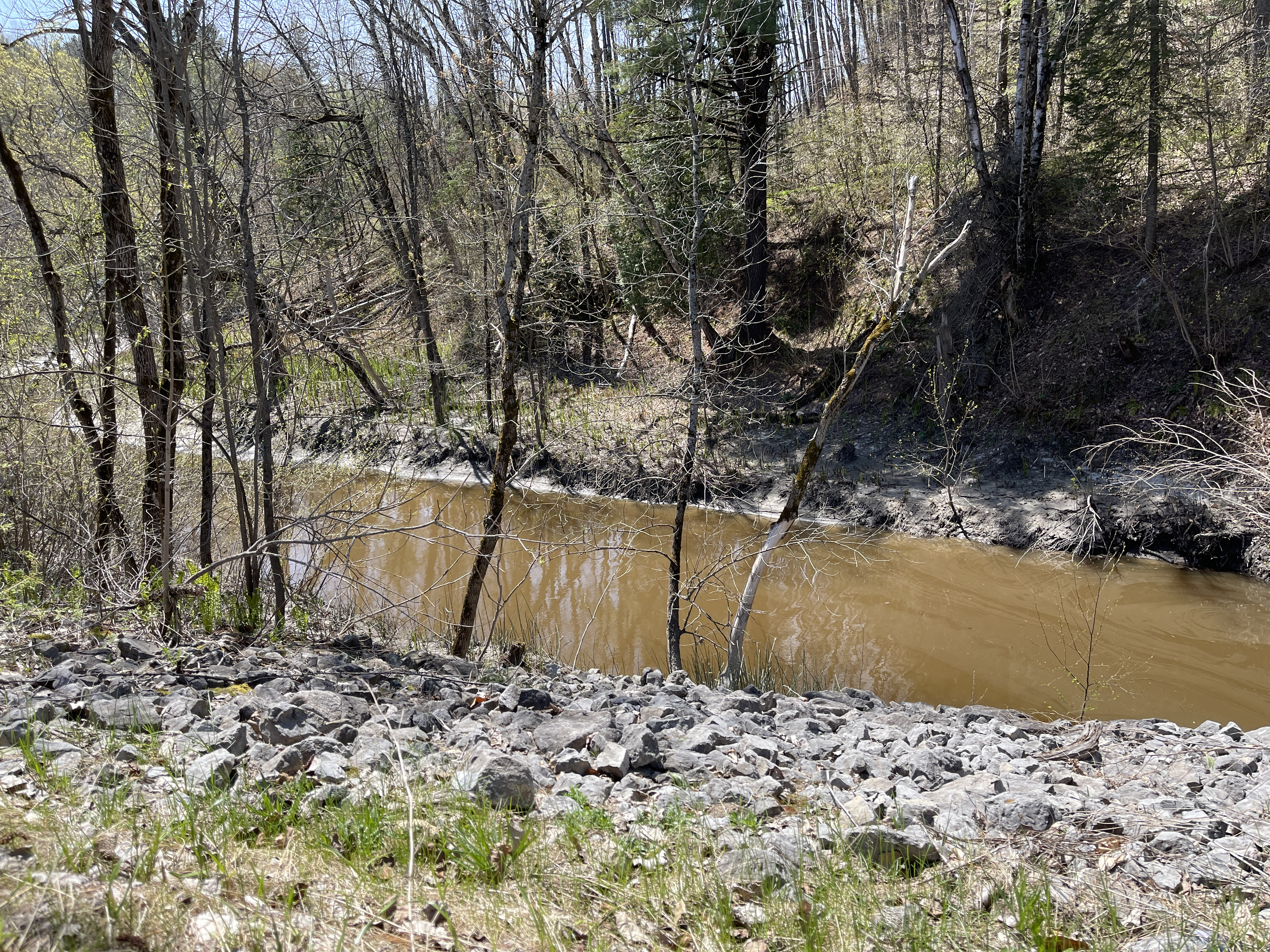
Du pont P-01566[14], route de la Pointe-Trudel